# Himachalène
L’himachalène est une molécule organique caractéristique de l'huile de cèdre, particulièrement du cèdre de l'Himalaya, bien qu'on la retrouve en plus faible quantité dans d'autres plantes. Chimiquement, c'est une sesquiterpène de la famille des benzocycloheptène, de formule brute C15H24. Il en existe trois variants (α, β, et γ-himachalène), qui ne diffèrent que par la position d'une liaison double autour d'un atome de carbone. 

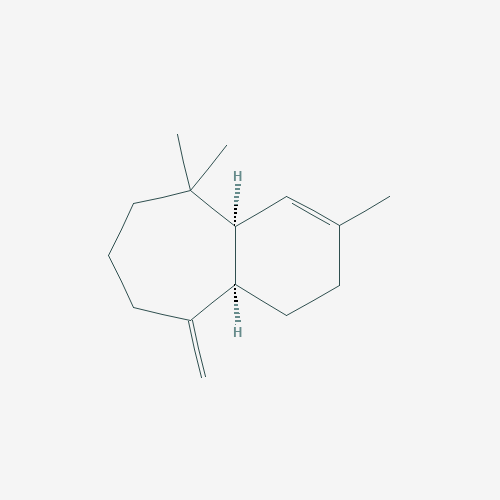
Alpha-himachalène
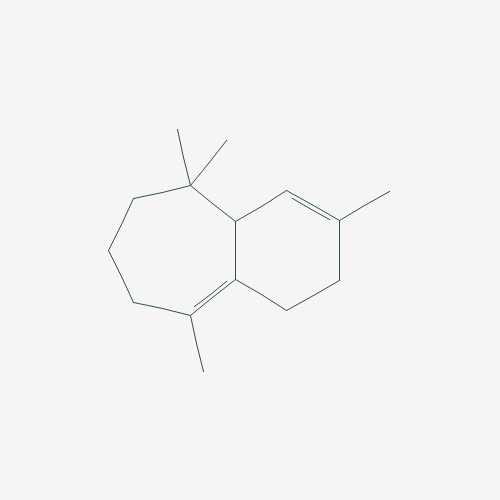
Beta-himachalène
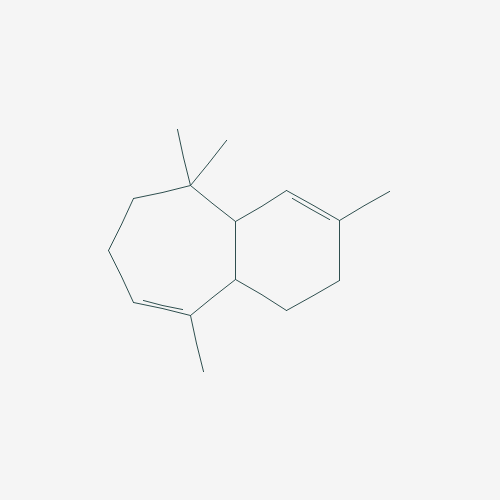
Gamma-himachalène

## Origine
L'himachalène a été décrite pour la première fois au début des années 1960. Nommée en 1952, sa structure a été confirmée en 1961. Son nom vient de l'Himachal Pradesh, État qui concentre la plus grande partie de la forêt de Cedrus deodara en Inde (plus de 68 000 ha en 2019). On l'y trouve associée à des composés apparentés : aryl himachalène (ar-himachalène), himachalol, allohimachalol, isohimachalone, notamment. 

## Huile essentielle
L'huile essentielle de cèdre de l'himalaya est composée à près de 70 % d'himachalène, répartis en : β-himachalène (38,3%), α-himachalène (17,1%) et γ-himachalène (12,6%). Elle est utilisée traditionnellement comme antiseptique, insecticide, antifongique, et en phytothérapie comme anti-inflammatoire. Certains de ces effets ont été évalués en laboratoire, montrant une activité modérée de l'huile essentielle pour les indications données.
Elle occupe également un rôle important dans la parfumerie.